# Grupa Pazyfae
Grupa Pazyfae – duża grupa zewnętrznych, nieregularnych księżyców Jowisza, poruszających się ruchem wstecznym, po orbitach o inklinacji w zakresie w przybliżeniu 147°-158°.

## Charakterystyka

Księżyce nieregularne Jowisza; grupa Pazyfae znajduje się poniżej osi i=0, razem z grupami Ananke i Karme.

Grupa Pazyfae. Na osiach odłożone są odpowiednio: odległość od Jowisza w Gm oraz inklinacja orbity. Wielkość kółek reprezentuje względne rozmiary księżyców.

Porównanie parametrów grup księżyców nieregularnych, krążących po orbitach wstecznych.

Grupa ta jest znacznie rozproszona, a także zróżnicowana pod względem barwy powierzchni. W szczególności Pazyfae cechuje neutralna, szara barwa powierzchni, podczas gdy Megaclite i Callirhoe są lekko czerwonawe. To sugeruje, że księżyce z tej grupy mogą nie mieć wspólnego pochodzenia, chociaż mogą pochodzić np. z rozpadu dwóch ciał, których największymi pozostałymi fragmentami są Pazyfae i Sinope.
Satelity z grupy Pazyfae mają:
- wielkie półosie orbit w zakresie 22,8–24,5 Gm
- mimośród w zakresie 0,250–0,432
- inklinację w zakresie 145,0–158,1
- do 58 km średnicy

W zestawieniu nie uwzględniono wstępnych parametrów orbit dla księżyców, które mogą należeć do tej grupy. Ich precyzyjne wyznaczenie jest niezbędne, żeby określić przynależność.

## Księżyce
Do grupy tej należą (w kolejności od Jowisza):
- Eurydome
- Autonoe
- Sponde
- Pazyfae
- Megaclite
- Sinope
- Hegemone
- Aoede
- Callirrhoe
- Cyllene
- Kore

Oraz najprawdopodobniej: S/2003 J 23 i S/2003 J 4. Aby to potwierdzić, potrzebne jest jednak dokładniejsze wyznaczenie parametrów ich orbit.
Międzynarodowa Unia Astronomiczna (IAU) rezerwuje nazwy pochodzące z mitologii greckiej, kończące się na "-e" dla księżyców Jowisza krążących po orbitach wstecznych.